# SN 1992F
SN 1992F – supernowa odkryta 2 lutego 1992 roku w galaktyce A112523+5636. W momencie odkrycia miała maksymalną jasność 19,00m.